# Tonya (district)
Tonya is een Turks district in de provincie Trabzon en telt 17.052 inwoners (2007). Het district heeft een oppervlakte van 253,9 km². Hoofdplaats is Tonya.
De bevolkingsontwikkeling van het district is weergegeven in onderstaande tabel.
| 1997   | 2000   | 2007   |
| ------ | ------ | ------ |
| 27.010 | 28.107 | 17.052 |